# Andrés Prieto
Pour les articles homonymes, voir Prieto.
Ne pas confondre avec le footballeur espagnol Andrés Prieto.
Andrés Prieto Urrejola, né au Chili le 19 décembre 1928 et mort le 25 septembre 2022, est un footballeur chilien. Il évolue durant sa carrière au poste d'attaquant.
Son frère, Ignacio Prieto, est également footballeur et participe à la coupe du monde 1966.

## Biographie

### Club
Pendant sa carrière en club, Prieto évolue un temps à l'Universidad Católica puis à l'Espanyol Barcelone.

### Sélection
Lors de sa carrière internationale, il évolue en sélection avec le Chili, et prend notamment part à la coupe du monde 1950 au Brésil, où les Chiliens sont éliminés dès le 1er tour.
Il est l'un des buteurs de la victoire 5-2 lors de leur dernier match contre les États-Unis.

### Mort
Prieto meurt le 25 septembre 2022 à l'âge de 93 ans.

## Palmarès
- Champion du Chili en 1949 avec l'Universidad Católica